# Маммиюр-махадева-кшетрам
Маммиюр-махадева-кшетрам или Маммиюр-мандир — индуистский храм Шивы около деревни Коттапади, Керала, Индия. Храм Маммиюр расположен в 1 км от известного храма Кришны в Гуруваюре, по дороге к святилищу слонов Пуннатхур-котта. Согласно ритуалу, каждый индуист-паломник, приходящий в Гуруваюр с целью поклониться знаменитому божеству Кришны Гуруваюраппану, должен также посетить этот храм. Внутрь храма допускаются только индуисты индийского этнического происхождения.

## История
История храма Маммиюр тесно связана с легендой о знаменитом божестве Кришны Гуруваюраппане. Согласно индуистскому преданию, изложенному в Пуранах, божество Гуруваюраппан пришло из духовного мира Вайкунтхи в самом начале творения Вселенной. В Падма-калпу Гуруваюраппане поклонялся сам творец Вселенной Брахма. Когда в начале нынешней Вараха-калпы Сутапа и Пришни стали просить Брахму о сыне, Брахма подарил им мурти Гуруваюраппана и сказал, что, поклоняясь ему, они быстро добьются исполнения всех своих желаний. В течение многих лет Сутапа и Пришни поклонялись Гуруваюраппану, пока наконец сам Вишну не пришёл к ним и не пообещал им исполнить их желание — три раза стать их сыном. Три раза подряд он приходил, чтобы исполнить своё обещание, как Пришнигарбха, Вамана и Кришна, и все три раза мурти, которому поклонялись Сутапа и Пришни, появлялось вместе с ними.
Когда Кришна явил свои игры на земле более 5000 лет назад, в самом конце Двапара-юги, его родители Васудева и Деваки поклонялись Гуруваюраппану в одном из храмов Двараки. Когда подошло время и Кришна должен был уйти из этого мира, он поручил заботу о Гуруваюраппане Уддхаве. После ухода Кришны Дварака погрузилась на дно океана, и божество скрылось в волнах. Уддхава обратился за помощью к наставнику полубогов Брахаспати и Ваю, богу ветра, которые спасли божество Гуруваюраппана из бурных волн. Затем, Ваю и Брихаспати, по совету Парашурамы перенесли его на юг, в Кералу. По прибытии туда, они остановились в уединённом месте у заросшего лотосами озера недалеко от океана и сели, погрузившись в медитацию. Согласно преданиям, в водах этого озера в своё время совершали аскезу легендарные Прачеты, сыновья царя Прачинабархи. Там же Шива научил их «Шива-гите», гимну в честь Вишну. Впоследствии озеро высохло и в наши дни его символической репрезентацией является водоём Рудра-тиртха.
Через какое-то время Шива и его супруга Парвати восстали из глубин озера и предстали перед Ваю и Брихаспати. Шива указал им на место, на котором надлежало построить храм для Гуруваюраппана, и объявил, что отныне это место будет называться Гуруваюр. Затем он удалился вместе с Парвати на другой берег озера, в Маммиюр, — место, на котором ныне и расположен храм Маммиюр. Паломники, совершая ритуальный обход храма Кришны, как правило поворачиваются лицом к храму Маммиюр и возносят Шиве молитвы.
После этого, по указанию Брихаспати и Ваю зодчий девов Вишвакарма построил на указанном Шивой месте храм для Гуруваюраппана. Согласно другой версии легенды, на церемонии открытия храма для Шивы не оказалось достаточно места и он отошёл в сторону, на место где сейчас расположен храм Маммиюр. В X веке Шива в образе Шанкары снова пришёл в Гуруваюр, где почтил Кришну и восстановил поклонение в пришедшем к тому времени в упадок храме.